# Уткарма
Уткарма́ (рос. Уткарма) — присілок у складі Аромашевського району Тюменської області, Росія.
Населення — 83 особи (2010, 121 у 2002).
Національний склад станом на 2002 рік:
- татари — 97 %